# Roberto Amadio
Roberto Amadio (Portogruaro, Vèneto, 10 de juliol de 1963) és un ciclista i director esportiu italià, ja retirat.
Com a ciclista, fou professional des del 1985 fins al 1989, destacant però en la pista, on va aconseguir els majors èxits com el Campionat del món de persecució per equips o un quart lloc, a la mateixa prova, als Jocs Olímpics de Los Angeles.
Un cop retirat, es dedicà a la direcció de diferents equips ciclistes.

## Palmarès en pista
- 1985
  -  1r al Campionat del Món en pista de la prova de Persecució per equips (amb Silvio Martinello, Gianpaolo Grisandi i Massimo Brunelli)
- 1986
  - 1r als Sis dies de Bassano del Grappa (amb Danny Clark i Francesco Moser)

## Palmarès en carretera
- 1983
  - 1r al Trofeu Raffaele Marcoli
- 1985
  - Vencedor d'una etapa del Cinturó ciclista a Mallorca

### Resultats al Tour de França
- 1987. Abandona (14a etapa)
- 1988. Abandona (16a etapa)